# Wanima
WANIMA (ワニマ, Wanima) é uma banda japonesa de punk rock formada em 2010 em Kumamoto. Eles assinaram contrato com a Pizza of Death Records em 2014 sobre a sigla Warner Music Japan e subgravadora unBORDE.

## Integrantes

### KENTA[4]
- Nome: Kenta Matsumoto (松本健太)
- Data de nascimento: 13 de abril de 1989 (31 anos)
- Local de nascimento: Amakusa, Kumamoto
- Função: Vocalista, Baixista

### KO-SHIN[4]
- Nome: Koushin Nishida (西田光真)
- Data de nascimento: 30 de março de 1989 (31 anos)
- Local de nascimento: Amakusa, Kumamoto
- Função: Guitarrista, Backing Vocals

### FUJI[4]
- Nome: Kouki Fujiwara (藤原弘樹)
- Data de nascimento: 8 de agosto de 1986 (34 anos)
- Local de nascimento: Kumamoto
- Função: Bateria, Backing Vocals

## Discografia

### Álbuns
| Ano  | Detalhes                                                                                            | Posição no Oricon chart |
| ---- | --------------------------------------------------------------------------------------------------- | ----------------------- |
| 2014 | Can Not Behaved!! - 1° mini-album - Lançamento: 22 de outubro de 2014 - N° de catálogo: PZCA-69     | 21                      |
| 2015 | Are You Coming? - 1° álbum de estúdio - Lançamento: 4 de novembro de 2015 - N° de catálogo: PZCA-76 | 4                       |
| 2018 | Everybody!! - 2° álbum de estúdio - Lançamento: 17 de janeiro de 2018 - N° de catálogo: WPCL-12817  | 1                       |

### Singles
| Ano  | Título                                                                      | Posição no Oricon chart |
| ---- | --------------------------------------------------------------------------- | ----------------------- |
| 2015 | "Think That..." - Lançamento: 5 de agosto de 2015 - N° de catálogo: PZCA-72 | 14                      |
| 2016 | "JUICE UP!!" - Lançamento: 3 de agosto de 2016 - N° de catálogo: PZCA-78    | 4                       |
| 2017 | "Gotta Go!!" - Lançamento: 17 de maio de 2017 - N° de catálogo: WPCL-12663  | 3                       |

### DVDs
| Ano  | Título                                                                                 | Posição Oricon chart |
| ---- | -------------------------------------------------------------------------------------- | -------------------- |
| 2017 | JUICE UP!! TOUR FINAL - Lançamento: 28 de junho de 2017 - N° de catálogo: WPBL-90438/9 | 1                    |

## Prêmios e nomeações
MTV Video Music Awards Japan
| Ano  | Trabalho | Categoria       | Resultado |
| ---- | -------- | --------------- | --------- |
| 2017 | "Charm"  | Best Rock Video | Venceu    |